# La fiesta del Chivo (filme)
La fiesta del Chivo (bra: O Ditador; prt: A Festa do Ditador) é um filme dirigido pelo peruano Luis Llosa e produzido na Espanha sobre a ditadura de Rafael Leonidas Trujillo na República Dominicana. Foi lançado em 25 de novembro de 2005 na República Dominicana, em 9 de fevereiro de 2006 no Festival Internacional de Cinema de Berlim, e em 30 de março de 2006 no Chile.

## Produção
Baseado na obra homônima de Mario Vargas Llosa, primo do diretor, o filme trata da história de uma das ditaduras mais sangrentas da América Latina do século XX. As cenas exteriores de "La Fiesta del Chivo" foram filmadas inteiramente em Santo Domingo, embora as filmagens de estúdio tenham sido realizadas em Madri. Tanto o diretor quanto o elenco principal do filme e o autor do romance estiveram presentes no país natal deste último para a estreia do filme em março de 2006. No mês seguinte, Mario Vargas Llosa viajou à República Dominicana para assistir à estreia do filme naquele país.

## Sinopse
Ambientado em Santo Domingo (República Dominicana), entre os anos de 1960 e 1961, narra a época em que o general Rafael Leonidas Trujillo foi ditador através da história de uma mulher fictícia, Urania Cabral, que retorna à sua terra natal após sua fuga abrupta do país vários anos antes. Ao voltar, Urania confessará a sua família o motivo de sua fuga. Enquanto Urania Cabral visita seu pai em Santo Domingo, a ação muda para 1961, quando a capital dominicana ainda se chamava Ciudad Trujillo. Lá, o ditador Trujillo, tiraniza três milhões de pessoas sem saber que está ocorrendo uma transição maquiavélica para a democracia e que um plano para o seu próprio assassinato já começou a ser posto em prática.

## Elenco principal
- Tomas Milian - Rafael Leonidas Trujillo
- Isabella Rossellini - Urania Cabral
- Juan Diego Botto - Amadito
- Paul Freeman - Agustín Cabral
- David Zayas - Antonio de la Maza
- Steven Bauer - Viñas